# Lemuria czerwonobrzucha
Lemuria czerwonobrzucha, lemur czerwonobrzuchy (Eulemur rubriventer) – gatunek ssaka naczelnego z rodziny lemurowatych (Lemuridae). Występuje w lasach deszczowych wschodniej i północnej części Madagaskaru. Jest narażony na wyginięcie.

## Taksonomia
Gatunek po raz pierwszy zgodnie z zasadami nazewnictwa binominalnego opisał w 1850 roku francuski zoolog Isidore Geoffroy Saint-Hilaire, nadając mu nazwę Lemur rubriventer. Miejsce typowe to Tamatave, Madagaskar. Holotyp to zamontowana skóra i czaszka młodocianego samca (sygnatura MNHN-ZM-MO-1993-4250) ze zbiorów Muzeum Historii Naturalnej w Londynie; okaz zebrany w 1834 roku przez Charles’a Berniera.
Wśród populacji E. rubriventer występuje pewne zróżnicowanie geograficzne; samce z regionu Andasibe mają bardziej charakterystyczny czerwonawy brzuch w porównaniu z populacjami położonymi dalej na południe (np. Park Narodowy Ranomafana).
Autorzy Illustrated Checklist of the Mammals of the World uznają ten takson za gatunek monotypowy.

### Etymologia
- Eulemur: gr. ευ eu „typowy, dobry, prawdziwy”; rodzaj Lemur Linnaeus, 1758 (lemur)[10].
- rubriventer: łac. ruber, rubra „czerwony”; venter, ventris „brzuch”[11].

## Zasięg występowania
Lemuria czerwonobrzucha występuje we wschodnim i północnym Madagaskarze, w słabo rozproszonych populacjach od masywu Tsaratanana na północy, na południe wzdłuż cienkiego pasma wschodnich lasów deszczowych do Pic d’lvohibe Special Reserve i rzeki Manampatrana; kiedyś najwyraźniej zasięg E. rubriventer dochodził aż do rzeki Mananara. Nieobecna na półwyspie Masoala.

## Morfologia
Długość ciała (bez ogona) 35–40 cm, długość ogona 43–53 cm; masa ciała 2 kg. Sierść brązowa, z białymi otoczkami wokół oczu, samice wyróżniają się białym brzuchem i szyją. Ogon koloru czarnego. Samce posiadają po bokach głowy gruczoły zapachowe, którymi oznaczają swój teren.

## Ekologia

### Tryb życia
Żyją w niewielkich grupach liczących ok. 5 osobników, które zazwyczaj tworzy para dorosłych i ich młode. Stadu przewodzi samica. Prowadzą dzienny tryb życia. Żywią się głównie roślinami – kwiatami, owocami i liśćmi, czasem zjadają też bezkręgowce. Porozumiewają się za pomocą głosu, a także za pomocą sygnałów zapachowych. W kontaktach między osobnikami dużą rolę odgrywa również iskanie.

### Rozmnażanie
Zwierzęta te są monogamiczne, łączą się w pary na całe życie. Okres godowy wypada w maju i czerwcu, samica po ok. 127 dniach ciąży rodzi 1–2 młode, które następnie karmi mlekiem przez ok. 5 miesięcy. Przez pierwsze dwa tygodnie młodymi zajmuje się wyłącznie matka, potem samiec zaczyna pomagać przy opiece. Po pięciu tygodniach często zdarza się, że dziećmi zajmuje się głównie ojciec. Lemurie czerwonobrzuche osiągają dojrzałość płciową w wieku 2 lat, na wolności żyją 20–25 lat.

## Status zagrożenia i ochrona
Lemurie czerwonobrzuche zostały zakwalifikowane jako gatunek narażony na wyginięcie (VU – ang. vulnerable). Ich populacja liczy 10 000 do 100 000 osobników i spada. Głównym zagrożeniem jest dla nich wycinka lasów deszczowych. Zwierzęta te są także chwytane przez ludzi i gatunki przybyłe na Madagaskar z człowiekiem, takie jak psy i koty. Naturalnymi wrogami lemurów są fossy i węże.